# Хипхопера: Орфей & Эвридика
«Хипхопера: Орфей & Эвридика» (Стилизовано: Хипхопера: θΡΦΣί & ЭΒΡιΔιΚΑ) — восьмой студийный альбом российского рэп-исполнителя Noize MC, релиз которого состоялся 31 мая 2018 года. Концепция альбома основывается на адаптации древнегреческого мифа об Орфее и Эвридике в реалиях современного шоу-бизнеса.

## История создания
В качестве отправной точки была взята одноимённая советская рок-опера, но практически весь материал был создан с нуля. Хипхопера впервые была представлена в 2016 году на сцене концертной площадки «Тесла» в Москве, после чего в течение двух лет велась работа над студийной версией. Её постановкой занимался режиссёр Юрий Квятковский, один из авторов первой российской хипхоперы «Копы в огне». Многие треки были переделаны и переосмыслены, от нескольких Noize MC отказался, а некоторые добавил. Также произошли изменения в составе исполнителей.
27 апреля 2018 года был выпущен клип на песню «Голос & струны», которую Noize MC назвал «манифестом, озвучивающим основные принципы главного героя, его мотивы и моральные установки». 30 мая был выпущен клип на песню «Без нас».
27 мая, за четыре дня до выхода альбома, состоялся концерт в поддержку благотворительного фонда Натальи Водяновой. Noize MC (исполняющий партию Орфея) и Лейла Магомедова (исполняющая партию Эвридики) проехали на двухэтажном автобусе-кабриолете по Садовому кольцу, исполнив некоторые песни из хипхоперы. Прямую трансляцию выступления посмотрели около трёх миллионов пользователей ВКонтакте.

## Участники
В записи альбома приняли участие Лейла Магомедова, Олег Груз, ST, Тимур Родригез, Maestro A-Sid, RE-pac, Анастасия Александрина и Лариса Кокоева.
Примечательно, что версия в оперном исполнении частично отличается от альбома, а именно отсутствием в оперной версии треков «Голос & струны» и «В конце альбома». Кроме того, были заменены актёры исполняющие роли «Харона» и «Нарцисса», партии которых также изменились.
| Артист                 | Герой          |
| ---------------------- | -------------- |
| Noize MC               | Орфей          |
| Leila                  | Эвридика       |
| Лариса Кокоева         | Немезида Пафос |
| Анастасия Александрина | Фортуна        |
| RE-pac                 | Прометей       |
| Maestro A-Sid          | Харон          |
| ST                     | Спартак        |
| Тимур Родригез         | Нарцисс        |
| Олег Груз              | Аид            |

## Список композиций
| №   | Название                                           | Исполнители                                         | Длительность |
| --- | -------------------------------------------------- | --------------------------------------------------- | ------------ |
| 1.  | «Голос & струны» (Орфей)                           | Noize MC                                            | 3:03         |
| 2.  | «С нами» (Орфей и Эвридика)                        | Noize MC, Leila                                     | 3:17         |
| 3.  | «Фанфары Эллады Ч. 1» (Немезида Пафос)             | Лариса Кокоева                                      | 1:12         |
| 4.  | «Кто тот герой?» (Фортуна и Прометей)              | RE-pac, Анастасия Александрина                      | 2:45         |
| 5.  | «Вряд ли боги соблаговолят нам» (Орфей и Эвридика) | Noize MC, Leila                                     | 3:39         |
| 6.  | «На вершине — мало места» (Харон)                  | Maestro A-Sid                                       | 2:53         |
| 7.  | «Спартак vs. Прометей»                             | ST, Анастасия Александрина                          | 1:40         |
| 8.  | «Прометей vs. Спартак»                             | RE-pac, Анастасия Александрина                      | 1:25         |
| 9.  | «Нарцисс vs. Орфей»                                | Noize MC, Тимур Родригез, Анастасия Александрина    | 1:43         |
| 10. | «Орфей vs. Нарцисс»                                | Noize MC, Анастасия Александрина                    | 1:59         |
| 11. | «Прометей vs. Орфей»                               | Noize MC, RE-pac, Олег Груз, Анастасия Александрина | 2:17         |
| 12. | «Орфей vs. Прометей»                               | Noize MC, Олег Груз, Анастасия Александрина         | 3:30         |
| 13. | «Подписание контракта» (Аид, Орфей, Фортуна)       | Noize MC, Олег Груз, Анастасия Александрина         | 2:40         |
| 14. | «Романс» (Эвридика и Орфей)                        | Noize MC, Leila                                     | 3:43         |
| 15. | «Камера, мотор!» (Аид, Орфей, Фортуна)             | Noize MC, Олег Груз, Анастасия Александрина         | 3:57         |
| 16. | «В конце альбома» (Эвридика)                       | Leila                                               | 2:05         |
| 17. | «Мастер слов и мелодий» (Репрезент Орфея)          | Noize MC                                            | 2:49         |
| 18. | «Не тот» (Эвридика)                                | Leila                                               | 2:46         |
| 19. | «Мелкие черепки» (Орфей и Эвридика)                | Noize MC, Leila                                     | 2:26         |
| 20. | «Соблазн» (Фортуна и Орфей)                        | Noize MC, Анастасия Александрина                    | 3:20         |
| 21. | «Всё это — лишнее» (Эвридика)                      | Leila                                               | 3:30         |
| 22. | «1000 москитов» (Харон и Орфей)                    | Noize MC, Maestro A-Sid                             | 0:54         |
| 23. | «Фанфары Эллады Ч. 2» (Немезида Пафос)             | Лариса Кокоева                                      | 0:48         |
| 24. | «Разрыв контракта» (Аид и Орфей)                   | Noize MC, Олег Груз                                 | 2:04         |
| 25. | «Кто кого?» (Харон)                                | Maestro A-Sid                                       | 1:57         |
| 26. | «Иллюзии, сны, миражи» (Харон и Орфей)             | Noize MC, Maestro A-Sid                             | 4:33         |
| 27. | «Мантра» (Орфей)                                   | Noize MC                                            | 4:23         |
| 28. | «Кошмар Эвридики» (Эвридика, Морфей, Орфей)        | Noize MC, Leila                                     | 4:27         |
| 29. | «Фанфары Эллады Ч. 3» (Немезида Пафос)             | Лариса Кокоева                                      | 1:51         |
| 30. | «Без нас» (Орфей и Эвридика)                       | Noize MC, Leila                                     | 4:54         |